# ロクサナ (競走馬)
ロクサナ (Roxana) は、18世紀前半のイギリスの競走馬、繁殖牝馬。サラブレッド揺籃期の名馬で、不明点が目立つ。毛色は栗毛または芦毛と記載されるが、自身や産駒の特徴から月毛の可能性も高い。全妹に月毛の名馬シルヴァーロックス (Silverlocks) がいる。

## 経歴
1718年にサー・ウィリアム・ストリックランド準男爵によって生産され、トマス・オーヴィントン (Thomas Ovington) の所有馬となった。
競走馬としては1724年にヨークで行われた6歳馬による40ポンドのプレート競走で優勝するなど数勝を挙げている。
引退後は第2代ゴドルフィン伯爵の牧場で繁殖牝馬として繋養された。1731年の繁殖期にホブゴブリンとの配合を試みられたもののホブゴブリンが種付けを拒否したため、当て馬であったゴドルフィンアラビアンと交配されて翌年ラスが産まれた。このほかの産駒に1733年のラウンドヘッド（Roundhead。父フライングチルダーズ）、1734年のケード（ラスの全弟）がいる。
1734年にケードを産んだ10日後（または2週間後）に死亡し、そのためケードは牛の乳によって人の手で育てられた。
ラスとケードは競走馬としても種牡馬としても成功し（ラウンドヘッドも一定の成功を収めた）、種牡馬としてのゴドルフィンアラビアンの成功を決定づけた。自身は牝駒を産んでいないため牝系子孫はいないが、1つ下の全妹 Sister to Roxana の牝系子孫は6号族a分枝として残っている。 

## 血統表
| ロクサナの血統                            | ロクサナの血統                     | ロクサナの血統           | （血統表の出典） | （血統表の出典） |
| 父 Bald Galloway 1705年 芦毛              | 父の父St. Victor's Barb 芦毛       | 不明                     | 不明             | 不明             |
| 父 Bald Galloway 1705年 芦毛              | 父の父St. Victor's Barb 芦毛       | 不明                     | 不明             |                  |
| 父 Bald Galloway 1705年 芦毛              | 父の父St. Victor's Barb 芦毛       | 不明                     | 不明             | 不明             |
| 父 Bald Galloway 1705年 芦毛              | 父の父St. Victor's Barb 芦毛       | 不明                     | 不明             |                  |
| 父 Bald Galloway 1705年 芦毛              | 父の母Grey Whynot 芦毛             | Whynot 鹿毛              | Fenwick Barb     | Fenwick Barb     |
| 父 Bald Galloway 1705年 芦毛              | 父の母Grey Whynot 芦毛             | Whynot 鹿毛              | 不明             |                  |
| 父 Bald Galloway 1705年 芦毛              | 父の母Grey Whynot 芦毛             | Royal Mare 芦毛          | 不明             | 不明             |
| 父 Bald Galloway 1705年 芦毛              | 父の母Grey Whynot 芦毛             | Royal Mare 芦毛          | 不明             |                  |
| 母 Akaster Turk Mare (sister to Chaunter) | 母の父Akaster Turk 芦毛            | 不明                     | 不明             | 不明             |
| 母 Akaster Turk Mare (sister to Chaunter) | 母の父Akaster Turk 芦毛            | 不明                     | 不明             |                  |
| 母 Akaster Turk Mare (sister to Chaunter) | 母の父Akaster Turk 芦毛            | 不明                     | 不明             | 不明             |
| 母 Akaster Turk Mare (sister to Chaunter) | 母の父Akaster Turk 芦毛            | 不明                     | 不明             |                  |
| 母 Akaster Turk Mare (sister to Chaunter) | 母の母Cream Cheeks 月毛？ （F6-a） | Leedes Arabian 青毛      | 不明             | 不明             |
| 母 Akaster Turk Mare (sister to Chaunter) | 母の母Cream Cheeks 月毛？ （F6-a） | Leedes Arabian 青毛      | 不明             |                  |
| 母 Akaster Turk Mare (sister to Chaunter) | 母の母Cream Cheeks 月毛？ （F6-a） | Spanker Mare 1690年 芦毛 | Spanker          | Spanker          |
| 母 Akaster Turk Mare (sister to Chaunter) | 母の母Cream Cheeks 月毛？ （F6-a） | Spanker Mare 1690年 芦毛 | Old Morocco Mare |                  |
| 母系(F-No.)                               | 6号族(FN:6-a)                      | 6号族(FN:6-a)            | 6号族(FN:6-a)    | [ § 2 ]          |
| 出典                                      | 1. 2.                              | 1. 2.                    | 1. 2.            | 1. 2.            |

母親（無名馬）については「アカスタータークの牝駒」を意味する Akaster Turk Mare と記載されている資料と「チャンターの妹」を意味する sister to Chaunter と記載されている資料があるが、どちらも同じ馬を指している。